# Madge Bester
Madge Bester (26 de abril de 1963 – 19 de março de 2018) foi uma ativista sul-africana que foi considerada a mulher mais baixa do mundo viva até 16 de dezembro de 2011, quando perdeu o título para Jyoti Amge. Bester mede 65 cm (2 ft 1,5 in) de altura, e foi medida em 1991. Ela sofria de osteogénese imperfeita, doença caracterizada pela fraqueza dos ossos, o que a fazia usar uma cadeira de rodas para se locomover. Ela também era uma defensora dos direitos dos deficientes, participando de uma conferência de imprensa sobre o assunto em 1998, acompanhada por Lin Yih-Chih, então detentor do título de homem mais baixo do mundo vivo.
Bester viveu em Bloemfontein. Sua mãe Winnie, que faleceu em 2001, também sofria de osteogénese imperfeita e media apenas 70 cm de altura.